# Liste der Eisenbahnstrecken in Österreich
Dies ist eine Liste der Eisenbahnstrecken in Österreich. Jede Strecke wird darin aufgelistet. Falls eine Strecke mehrmals aufgelistet wird, so ist dies eine Untergliederung in ein- und zweigleisige Abschnitte.
Der dritte Abschnitt befasst sich mit Betreibern von Museumseisenbahnen. Die dort befahrenen Strecken sind bereits in Abschnitt 1 und 2 enthalten.

## Strecken derÖsterreichischen Bundesbahnen

### Normalspur
| Name der Bahn                              | Strecke | Spur- weite mm | G l e i s e | Länge km | Antrieb durch                            | von         | bis  | Be- trieb durch | Bemerkung |
| ------------------------------------------ | --- | -------------- | ----------- | -------- | ---------------------------------------- | ----------- | ---- | --------------- | --- |
| Almtalbahn                                 | Wels Hbf – Sattledt – Grünau im Almtal                                                                                          | 1435           | 1           | 43.0     | Diesel                                   | 1893, 1901  |      | ÖBB             | |
| Almtalbahn Zweigstrecke                    | Sattledt – Rohr | 1435           | 1           | 12,4     | Diesel / Dampf                           | 1893        |      | ÖBB             | ca. 1968 abgetragen |
| Arlbergbahn I                              | Innsbruck Hbf – Ötztal | 1435           | 2           | 45,4     | 15 kV 16,7 Hz WS                         |             |      | ÖBB             | |
| Arlbergbahn II                             | Ötztal – Kronburg | 1435           | 1           | 20,5     | 15 kV 16,7 Hz WS                         |             |      | ÖBB             | |
| Arlbergbahn III                            | Kronburg – Landeck | 1435           | 2           | 8,8      | 15 kV 16,7 Hz WS                         |             |      | ÖBB             | |
| Arlbergbahn IV                             | Landeck – Schnann | 1435           | 1           | 18,4     | 15 kV 16,7 Hz WS                         |             |      | ÖBB             | |
| Arlbergbahn V                              | Schnann – Klösterle | 1435           | 2           | 20,5     | 15 kV 16,7 Hz WS                         |             |      | ÖBB             | |
| Arlbergbahn VI                             | Klösterle – Bludenz | 1435           | 1           | 25,0     | 15 kV 16,7 Hz WS                         |             |      | ÖBB             | |
| Aspangbahn innerer Teil                    | (Wien Aspangbahnhof – Zentralfriedhof –) Wien Zentralverschiebebahnhof – Maria Lanzendorf – Traiskirchen Aspangbahn – Felixdorf | 1435           |             | 42,9     | Diesel                                   | 1881        |      | ÖBB             | Seit 2023 stündlicher Verkehr Mo–So |
| Aspangbahn äußerer Teil                    | Wiener Neustadt Hbf – Aspang | 1435           | 1           | 33,9     | Diesel                                   | 1881        |      | ÖBB             | |
| Außerfernbahn I                            | Reutte – Stgr. nach Ehrwald (– Garmisch-Partenkirchen)                                                                          | 1435           | 1           | 44,8     | 15 kV 16,7 Hz WS                         |             |      | ÖBB             | Personenverkehr durch DB Regio Oberbayern seit 2001 |
| Außerfernbahn II                           | Reutte – Stgr. nach Schönbichl (– Kempten/Allgäu)                                                                               | 1435           | 1           | 14,4     | 15 kV 16,7 Hz WS                         |             |      | ÖBB             | Personenverkehr durch DB Regio Oberbayern seit 2001 |
| Breitenleer Ast II                         | Süßenbrunn Entseuchungsbf – Breitenlee                                                                                          | 1435           | 1           | ca. 5    | Diesel                                   |             |      | ÖBB             | nur fallweiser Güterverkehr |
| Brennerbahn                                | Innsbruck Hbf – Brennero/Brenner                                                                                                | 1435           | 2           | 36,4     | 15 kV 16,7 Hz WS                         | 1867        |      | ÖBB             | |
| Burgenlandbahn (Österreich)                | (Sopron –) Grenze – Deutschkreutz – Oberpullendorf – Oberloisdorf – Stgr. nach Rattersdorf-Liebing (– Kőszeg)                   | 1435           | 1           | 46,5     | Diesel; bis Deutschkreutz 25 kV 50 Hz WS | 1908        |      | ÖBB             | Deutschkreutz – Oberloisdorf nur Güterverkehr, Oberloisdorf – Kőszeg ca. 1975 abgetragen |
| Burgenlandbahn (Österreich) Zweigstrecke   | Oberloisdorf – Lutzmannsburg (– Bük)                                                                                            | 1435           | 1           | ~11,7    | Dampf                                    | 1913        |      | ÖBB             | ca. 1940 abgetragen |
| Donauländebahn                             | Wien Penzing – Wien Albern Hafen                                                                                                | 1435           |             | 20,5     | 15 kV 16,7 Hz WS                         | 1872        |      | ÖBB             | |
| Donauuferbahn (Wien)                       | Wien Nußdorf – Wien Freudenau Hafen                                                                                             | 1435           |             | 11,3     | 15 kV 16,7 Hz WS                         | 1876        |      | ÖBB             | |
| Donauuferbahn (Wachau) I                   | St. Valentin – Sarmingstein | 1435           | 1           | 39,9     | Diesel                                   |             |      | ÖBB             | |
| Drautalbahn I                              | (San Candido/Innichen –) Sillian – Lienz – Abzw Lendorf                                                                         | 1435           | 1           | 96,5     | 15 kV 16,7 Hz WS                         |             |      | ÖBB             | |
| Drautalbahn II                             | Abzw. Lendorf – Villach Hbf – Klagenfurt Hbf                                                                                    | 1435           | 2           | 80,5     | 15 kV 16,7 Hz WS                         |             |      | ÖBB             | |
| Drautalbahn III                            | Klagenfurt Hbf – Bleiburg (– Dravograd)                                                                                         | 1435           | 1           | 43,7     | 15 kV 16,7 Hz WS, Diesel                 |             |      | ÖBB             | |
| Ennstalbahn                                | Bischofshofen – Selzthal | 1435           | 1           | 98,6     | 15 kV 16,7 Hz WS                         |             |      | ÖBB             | |
| Erlauftalbahn                              | Pöchlarn – Kienberg-Gaming | 1435           | 1           | 37,5     | Diesel                                   |             |      | ÖBB             | mit Fahrplanwechsel 2010 im Bereich Scheibbs – Kienberg-Gaming eingestellt und abgebaut. |
| Erlauftalbahn Zweigstrecke                 | Wieselburg an der Erlauf – Gresten                                                                                              | 1435           | 1           | 23,8     | Diesel                                   |             |      | ÖBB             | früher 760 mm, nur Güterverkehr |
| Erzbergbahn I                              | Hieflau – Eisenerz | 1435           | 1           | 14,5     | 15 kV 16,7 Hz WS                         |             |      | ÖBB             | nur Güterverkehr |
| Erzbergbahn II                             | Eisenerz – Vordernberg | 1435           | 1           | 18,1     | Diesel                                   |             |      |                 | früher Zahnradbahn, jetzt Museumsbahn |
| Erzbergbahn III                            | Vordernberg Markt – Leoben Hbf                                                                                                  | 1435           | 1           | 16,5     | 15 kV 16,7 Hz WS                         | 1872        |      | ÖBB             | nur Güterverkehr |
| Floridsdorfer Hochbahn                     | Wien Jedlersdorf – Wien Leopoldau – Wien Süßenbrunn                                                                             | 1435           | 1           | 6,0      | 15 kV 16,7 Hz WS                         | 1916        |      | ÖBB             | |
| Fohnsdorfer Bahn                           | Zeltweg – Fohnsdorf – Pöls | 1435           |             | 00,0     | Diesel                                   |             |      | ÖBB             | nur Güterverkehr |
| Franz-Josefs-Bahn I                        | Wien FJBf – Absdorf-Hippersdorf                                                                                                 | 1435           | 2           | 44,0     | 15 kV 16,7 Hz WS                         |             |      | ÖBB             | |
| Franz-Josefs-Bahn II                       | Absdorf-Hippersdorf – Gmünd NÖ (– České Budějovice)                                                                             | 1435           | 1           | 119,1    | 15 kV 16,7 Hz WS                         |             |      | ÖBB             | früher zweigleisig |
| Gailtalbahn                                | Arnoldstein – Kötschach-Mauthen                                                                                                 | 1435           | 1           | 61,7     | 15 kV 16,7 Hz WS                         | 1894        |      | ÖBB             | mit Fahrplanwechsel 2016 im Bereich Hermagor – Kötschach-Mauthen eingestellt. Die Reststrecke Arnoldstein – Hermagor wurde elektrifiziert. |
| Lokalbahn Gänserndorf–Mistelbach           | Gänserndorf – Groß Schweinbarth – Mistelbach LB                                                                                 | 1435           | 1           | 80,2     | Diesel                                   |             |      | ÖBB             | Bad Pirawarth – Gaweinstal – Mistelbach LB abgebaut, Gänserndorf – Bad Pirawarth dzt. außer Betrieb |
| Giselabahn                                 | Siehe Salzburg-Tiroler-Bahn | 1435           | 2           | 192,4    | 15 kV 16,7 Hz WS                         |             |      | ÖBB             | |
| Gmundner Bahn                              | Abzw. Stadl-Paura – Engelhof – Gmunden Seebahnhof                                                                               | 1435           |             | 80,9     | Diesel                                   |             |      | ÖBB             | nur Güterverkehr, Abschnitt Laakirchen – Engelhof stillgelegt, Engelhof – Gmunden Seebahnhof heute Traunseetram |
| Görtschitztalbahn                          | Launsdorf-Hochosterwitz – Hüttenberg                                                                                            | 1435           |             | 29,5     | Diesel                                   |             |      | ÖBB             | Wietersdorf – Hüttenberg stillgelegt und abgebaut |
| Götzendorfer Lokalbahn                     | Fischamend – Götzendorf – Mannersdorf                                                                                           | 1435           | 1           | ca. 18   | Diesel                                   | 1884        |      | ÖBB             | nur Güterverkehr |
| Güssinger Bahn                             | Güssing – Strem (– Körmend) | 1435           | 1           | ~11,0    |                                          | 1909        |      |                 | ca. 1950 abgetragen |
| Gutensteinerbahn                           | Wittmannsdorf – Gutenstein | 1435           | 1           | 33,8     | Diesel                                   |             |      | ÖBB             | |
| Bahnstrecke Herzogenburg–Krems             | Herzogenburg – Krems an der Donau                                                                                               | 1435           | 1           | 20,0     | Diesel                                   |             |      | ÖBB             | |
| Innkreisbahn                               | Neumarkt-Kallham – Braunau am Inn (– Simbach/Inn)                                                                               | 1435           | 1           | 59,2     | Diesel                                   |             |      | ÖBB             | |
| Jauntalbahn                                | St. Paul – Wiederndorf-Aich – Bleiburg                                                                                          | 1435           | 1           | 19,7     | 15 kV 16,7 Hz WS                         | 1964        |      | ÖBB             | St. Paul – Wiederndorf-Aich abgetragen |
| Kaltenleutgebener Bahn                     | Wien Liesing – Waldmühle – Kaltenleutgeben                                                                                      | 1435           | 1           | 6,7      | Diesel                                   | 1883        | 2014 | ÖBB             | Waldmühle – Kaltenleutgeben ca. 1959 abgetragen, Wien Liesing – Waldmühle als öffentliche Eisenbahn eingestellt und seit 2017 als Anschlussbahn im Eigentum der Gemeinde Perchtoldsdorf. Wurde am 3. September 2017 für Sonderzüge wiedereröffnet.         |
| Kammerer Bahn                              | Vöcklabruck – Kammer-Schörfling                                                                                                 | 1435           | 1           | 13,0     | 15 kV 16,7 Hz WS                         |             |      | ÖBB             | |
| Kamptalbahn                                | Hadersdorf am Kamp – Sigmundsherberg                                                                                            | 1435           | 1           | 43,8     | Diesel                                   | 1889        |      | ÖBB             | |
| Karawankenbahn                             | Villach Westbahnhof – Rosenbach                                                                                                 | 1435           | 1           | 22,6     | 15 kV 16,7 Hz WS                         |             |      | ÖBB             | |
| Karwendelbahn                              | Siehe Mittenwaldbahn und Außerfernbahn                                                                                          | 1435           | 1           | 115,6    | 15 kV 16,7 Hz WS                         |             |      | ÖBB             | Die Gesamtstrecke von Innsbruck über Garmisch nach Reutte bzw. Vils wird als Karwendelbahn bezeichnet |
| Köflacherbahn                              | Graz – Lieboch – Köflach | 1435           | 1           | 40,3     | Diesel                                   |             |      | ÖBB             | |
| Köflacherbahn                              | Bärnbach – Oberndorf in Steiermark                                                                                              | 1435           | 1           | 1,8      | Diesel                                   |             |      | ÖBB             | nur Güterverkehr |
| Ostbahn (nördliche Linie)                  | Wien Südbf – Stadlau – Mistelbach – Laa an der Thaya (– Hevlín)                                                                 | 1435           | 1           | 84       | 15 kV 16,7 Hz WS                         |             |      | ÖBB             | Laa an der Thaya – Hevlín abgetragen |
| Laxenburger Bahn                           | Mödling – Laxenburg | 1435           | 1           | 4,7      | Dampf                                    |             |      |                 | abgetragen |
| Landesbahn Willendorf – Neunkirchen        | Willendorf – Neunkirchen Landesbahnhof                                                                                          | 1435           |             | 12,0     | Dampf                                    |             |      | ÖBB             | abgetragen |
| Lavanttalbahn                              | Zeltweg – Wolfsberg – St. Paul im Lavanttal – Lavamünd (– Dravograd)                                                            | 1435           | 1           | 82,6     | 15 kV 16,7 Hz WS, Diesel                 | 1879 (1900) |      | ÖBB             | Zeltweg – Wolfsberg nur Güterverkehr, St. Paul i. L. – Lavamünd – Dravograd abgetragen |
| Pannoniabahn I                             | Wulkaprodersdorf – Neusiedl am See                                                                                              | 1435           | 1           | 34,7     | 15 kV 16,7 Hz WS 25 kV 50 Hz WS          |             |      | ÖBB             | |
| Pannoniabahn II                            | Neusiedl am See – Parndorf Ort                                                                                                  | 1435           | 1           | 5,5      | 15 kV 16,7 Hz WS                         |             |      | ÖBB             | |
| Schützen am Gebirge–Sankt Margarethen-Rust | Schützen am Gebirge – Sankt Margarethen-Rust                                                                                    | 1435           | 1           | 6,0      | Dampf                                    |             |      |                 | ca. 1952 abgetragen |
| Leobersdorfer Bahn                         | Leobersdorf – Weißenbach-Neuhaus – Hainfeld – Traisen – St. Pölten                                                              | 1435           | 1           | 75,3     | Diesel                                   |             |      | ÖBB             | Betrieb zwischen Weißenbach-Neuhaus und Hainfeld eingestellt, Trasse abgetragen |
| Traisen–Kernhof                            | Traisen – Freiland – Markt St. Aegyd am Neuwalde – Kernhof                                                                      | 1435           | 1           | 34,3     | Diesel                                   |             |      | ÖBB             | Markt St. Aegyd am Neuwalde – Kernhof ca. 2002 abgetragen. Der Personenverkehr im Abschnitt Schrambach – Markt St. Aegyd am Neuwalde wurde mit Fahrplanwechsel 2010 eingestellt, der Güterverkehr wird allerdings weiterhin, uneingeschränkt durchgeführt. |
| Freiland–Türnitz                           | Freiland – Türnitz | 1435           | 1           | 9,2      | Diesel                                   |             |      | ÖBB             | außer Betrieb und abgetragen |
| Linzer Verbindungsbahn                     | Linz Hbf – Hafen/VÖEST – Linz Urfahr                                                                                            | 1435           | 1           | ca. 10   | Diesel                                   |             |      | ÖBB             | Verkehr eingestellt, Trasse teilweise abgetragen |
| Lokalbahn Absdorf–Krems                    | Absdorf-Hippersdorf – Krems | 1435           | 1           | 31,5     | 15 kV 16,7 Hz WS                         |             |      | ÖBB             | |
| Lokalbahn Absdorf–Stockerau                | Absdorf-Hippersdorf – Stockerau                                                                                                 | 1435           | 1           | 17,1     | 15 kV 16,7 Hz WS                         | 1904        |      | ÖBB             | |
| Lokalbahn Ebenfurth–Wittmannsdorf          | Ebenfurth – Wittmannsdorf | 1435           |             | 15,0     | Dampf                                    |             |      | EWA             | abgetragen |
| Lokalbahn Korneuburg–Hohenau               | Korneuburg – Mistelbach LB – Hohenau                                                                                            | 1435           | 1           | 79,4     | Diesel                                   | 1906        |      | ÖBB             | Güterverkehr und Erlebnisbahn Geplant ist auch wieder ÖPNV |
| Lokalbahn Mürzzuschlag–Neuberg             | Mürzzuschlag – Neuberg Ort | 1435           | 1           | 12,1     | Diesel                                   | 1879        | 1996 | ÖBB             | außer Betrieb und abgetragen |
| Lokalbahn Retz–Drosendorf                  | Retz – Drosendorf | 1435           | 1           | 39,8     | Diesel                                   | 1910        |      | ÖBB             | ÖBB-Erlebnisbahn (Betrieb nur an Wochenenden Mai–Okt.) Güterverkehr im Dez. 2010 eingestellt, der Güterverkehr wurde am 15. Oktober 2018 zwischen Langau und Retz wieder aufgenommen.                                                                      |
| Mattersburger Bahn                         | Wiener Neustadt – Stgr. nach Loipersbach-Schattendorf (– Sopron)                                                                | 1435           | 1           | 26,0     | Diesel                                   | 1845        |      | ÖBB             | |
| Mattigtalbahn                              | Steindorf bei Straßwalchen – Braunau am Inn                                                                                     | 1435           | 1           | 36,0     | Diesel                                   |             |      | ÖBB             | |
| Mattigtalbahn Zweigstrecke                 | Friedburg-Lengau – Schneegattern                                                                                                | 1435           | 1           | 6,0      | Diesel                                   |             |      | ÖBB             | abgetragen |
| Martinsberger Lokalbahn                    | Schwarzenau – Zwettl – Zwettl Stadt – Waldhausen – Martinsberg-Gutenbrunn                                                       | 1435           | 1           | 54,0     | Diesel                                   |             |      | ÖBB             | Schwarzenau – Zwettl – Waldhausen nur Güterverkehr + Sonderzüge des Museums–Lokalbahn Verein Zwettl Abschnitt Waldhausen – Martinsberg-Gutenbrunn stillgelegt und abgetragen                                                                               |
| Mittenwaldbahn                             | Innsbruck West – Stgr. nach Scharnitz (– Garmisch-Partenkirchen)                                                                | 1435           | 1           | 33,2     | 15 kV 16,7 Hz WS                         |             |      | ÖBB             | |
| Mühlkreisbahn                              | Linz Urfahr – Aigen-Schlägl | 1435           | 1           | 57,6     | Diesel                                   | 1888        |      | ÖBB             | |
| Nordbahn                                   | Wien Nord – Stgr. nach Bernhardsthal (– Břeclav)                                                                                | 1435           | 2           | 78,0     | 15 kV 16,7 Hz WS                         |             |      | ÖBB             | |
| Nordbahn Zweigstrecke I                    | Gänserndorf – Marchegg | 1435           | 1           | 18,2     | 15 kV 16,7 Hz WS                         |             |      | ÖBB             | seit Dezember 2020 elektrifiziert |
| Nordbahn Zweigstrecke II                   | Drösing – Zistersdorf | 1435           | 1           | 11,4     | Diesel                                   |             |      | ÖBB             | nur Güterverkehr |
| Nordbahn Zweigstrecke III                  | Novosedly-Drnholec – Wildendürnbach – Laa an der Thaya – Zellerndorf                                                            | 1435           | 1           | 49,6     | Diesel                                   |             |      | ÖBB             | Novosedly-Drnholec – Laa an der Thaya abgetragen, Laa an der Thaya – Zellerndorf nur Güterverkehr |
| Nordwestbahn                               | Wien Nordwestbf – Wien Jedlersdorf – Retz – Stgr. nach Unterretzbach (– Znojmo)                                                 | 1435           |             | 20,5     | 15 kV 16,7 Hz WS                         |             |      | ÖBB             | Wien Nordwestbf – Abzw. Wien Brigittenau nur Güterverkehr, Wien Brigittenau – Wien Jedlersdorf abgetragen (Donaubrücke -> Autobahnbrücke) |
| Ölhafenbahn                                | Wien Stadlau – Ölhafen | 1435           | 1           | 10,4     | Diesel                                   |             |      | ÖBB             | nur Güterverkehr |
| Ostbahn                                    | Wien Südbf – Nickelsdorf Grenze (– Hegyeshalom)                                                                                 | 1435           | 2           | 67,4     | 15 kV 16,7 Hz WS                         |             |      | ÖBB             | |
| Ostbahn Zweigstrecke I                     | Bruck an der Leitha West – Petronell-Carnuntum                                                                                  | 1435           | 1           | 13,5     | Diesel                                   |             |      | ÖBB             | nur Güterverkehr |
| Ostbahn Zweigstrecke II                    | Parndorf – Kittsee Grenze (– Bratislava-Petržalka)                                                                              | 1435           | 1           | 22,4     | 15 kV 16,7 Hz WS                         |             |      | ÖBB             | |
| Ostbahn Zweigstrecke III                   | Wien Stadlau – Marchegg Grenze (– Bratislava hl. st.)                                                                           | 1435           | 1           | 40,4     | 15 kV 16,7 Hz WS, Diesel                 |             |      | ÖBB             | Wien Stadlau – Bahnhof Marchegg elektrisch |
| Pinkatalbahn                               | Friedberg – Oberwart – Rechnitz (– Bucsu)                                                                                       | 1435           | 1           | 54,5     | Diesel                                   |             |      | ÖBB             | Oberwart – Rechnitz nur Güterverkehr, auch Museumsbahn, Rechnitz – Bucsu abgetragen |
| Pinkatalbahn Zweigstrecke                  | Oberwart – Oberschützen | 1435           | 1           | 8,2      | Diesel                                   | 1903        | 2012 | FrOWOS          | Betriebstag an Sonn- und Feiertagen 25. Mai – 26. Oktober von Oberschützen nach Unterschützen |
| Pottendorfer Bahn                          | Wien Meidling – Wampersdorf – Wiener Neustadt Hbf                                                                               | 1435           | 2           | ?        | 15 kV 16,7 Hz WS                         | 1875        |      | ÖBB             | siehe auch „Wiener Neustadt–Gramatneusiedl-Bahn“ |
|                                            | Enzersdorf bei Staatz–Poysdorf                                                                                                  | 1435           | 1           | 9        | Diesel                                   |             |      | ÖBB             | Enzersdorf bei Staatz – Poysdorf abgetragen |
|                                            | Dobermannsdorf–Poysdorf | 1435           | 1           | 20       | Diesel                                   |             |      | ÖBB             | Poysdorf – Dobermannsdorf Personenverkehr seit 1988, Güterverkehr seit 2001 eingestellt, Strecke abgebaut |
| Pressburger Bahn                           | Wien Großmarkthalle – Schwechat – Wolfsthal – Stgr. nach Berg NÖ (– Bratislava)                                                 | 1435           | 1           | 60,9     | 15 kV 16,7 Hz WS                         |             |      | ÖBB             | Wien Großmarkthalle – Schwechat und Wolfsthal – Bratislava abgetragen |
| Pyhrnbahn I                                | Linz Hbf – Nettingsdorf | 1435           | 2           | 12,4     | 15 kV 16,7 Hz WS                         |             |      | ÖBB             | |
| Pyhrnbahn II                               | Nettingsdorf – Selzthal | 1435           | 1           | 91,8     | 15 kV 16,7 Hz WS                         |             |      | ÖBB             | |
| Pyhrnbahn Zweigstrecke                     | Rohr – Bad Hall | 1435           | 1           | 4,1      | Diesel                                   |             |      | ÖBB             | 2007 abgetragen |
| Radkersburger Bahn                         | Spielfeld-Straß – Bad Radkersburg (– Gornja Radgona)                                                                            | 1435           | 1           | 30,7     | Diesel                                   | 1885        |      | ÖBB             | Bad Radkersburg – Gornja Radgona abgetragen |
| Rosentalbahn I                             | St. Veit an der Glan – Klagenfurt Hbf                                                                                           | 1435           | 2           | 18,0     | 15 kV 16,7 Hz WS                         |             |      | ÖBB             | |
| Rosentalbahn II                            | Klagenfurt Hbf – Rosenbach | 1435           | 1           | 29,8     | 15 kV 16,7 Hz WS, Diesel                 |             |      | ÖBB             | seit Dezember 2022 Klagenfurt Hbf – Weizelsdorf elektrisch |
| Rosentalbahn III                           | Rosenbach – Jesenice | 1435           | 2           | 5,8      | 15 kV 16,7 Hz WS                         |             |      | ÖBB             | |
| Rosentalbahn Zweigstrecke                  | Weizelsdorf – Ferlach | 1435           | 1           | 5,8      | Diesel                                   |             |      | ÖBB             | jetzt Museumsbahn |
| Rudolfsbahn I                              | St. Valentin – Hieflau – Selzthal                                                                                               | 1435           | 1           | 140,5    | 15 kV 16,7 Hz WS                         |             |      | ÖBB             | |
| Rudolfsbahn II                             | Selzthal – St. Michael – St. Veit an der Glan                                                                                   | 1435           | 2           | 187,4    | 15 kV 16,7 Hz WS                         |             |      | ÖBB             | |
| Rudolfsbahn III                            | St. Veit an der Glan – Feldkirchen – Villach Hbf                                                                                | 1435           | 1           | 50,1     | 15 kV 16,7 Hz WS                         |             |      | ÖBB             | |
| Rudolfsbahn IV                             | Villach Hbf – Stgr nach Arnoldstein (– Tarvisio Boscoverde)                                                                     | 1435           | 2           | 23,0     | 15 kV 16,7 Hz WS                         |             |      | ÖBB             | |
| Rudolfsbahn Nebenstrecke I                 | Amstetten – Abzw. Kastenreith                                                                                                   | 1435           | 1           | 43,7     | 15 kV 16,7 Hz WS                         |             |      | ÖBB             | |
| Rudolfsbahn Nebenstrecke II                | St. Michael – Leoben Hbf | 1435           | 2           | 28,3     | 15 kV 16,7 Hz WS                         |             |      | ÖBB             | |
| Salzburg-Tiroler-Bahn                      | Salzburg Hbf – Zell am See – Wörgl Hbf                                                                                          | 1435           | 2           | 192,4    | 15 kV 16,7 Hz WS                         |             |      | ÖBB             | auch „Giselabahn“ genannt, im Abschnitt Zell am See – Wörgl Hbf auch „Brixentalbahn“ |
| Salzkammergutbahn I                        | Stainach-Irdning – Attnang-Puchheim                                                                                             | 1435           | 1           | 107,6    | 15 kV 16,7 Hz WS                         |             |      | ÖBB             | |
| Salzkammergutbahn II                       | Attnang-Puchheim – Schärding | 1435           | 1           | 66,5     | Diesel                                   |             |      | ÖBB             | |
| Salzkammergutbahn II Stichbahn             | Holzleiten – Thomasroith | 1435           | 1           | 5,7      | Dampf                                    |             |      |                 | abgetragen |
| Schneebergbahn                             | Wiener Neustadt Hbf – Puchberg am Schneeberg                                                                                    | 1435           | 1           | 28,0     | Diesel                                   |             |      | ÖBB             | |
| Schneebergbahn Zweigstrecke                | Bad Fischau-Brunn – Wöllersdorf                                                                                                 | 1435           | 1           | 5,5      | Diesel                                   |             |      | ÖBB             | |
| Schneebergbahn Zweigstrecke                | Sollenau Aspangbahnhof – Feuerwerksanstalt                                                                                      | 1435           | 1           | 3,9      | Diesel                                   |             |      | ÖBB             | abgetragen |
| Stammersdorfer Lokalbahn                   | Stammersdorf – Groß Schweinbarth – Dobermannsdorf                                                                               | 1435           | 1           | 80,2     | Diesel                                   |             |      | ÖBB             | Stammersdorf – Obersdorf ca. 1993 abgetragen, Sulz Museumsdorf – Dobermannsdorf außer Betrieb, Obersdorf - Bad Pirawarth ohne regulären Verkehr, Bad Pirawarth - Sulz-Nexing gelegentlich Museumsbetrieb                                                   |
| Steirische Ostbahn                         | Graz Hbf – Fehring – Stgr. nach Mogersdorf (– Szentgotthárd)                                                                    | 1435           | 1           | 80,2     | Diesel                                   | 1872        |      | ÖBB             | |
| Summerauer Bahn                            | Linz Hbf – Gaisbach-Wartberg Gaisbach-Wartberg – Summerau (– České Budějovice)                                                  | 1435           | 1           | ~61,7    | 15 kV 16,7 Hz WS                         |             |      | ÖBB             | |
| Summerauer Bahn Nebenstrecke               | (St. Valentin –) Mauthausen – Gaisbach-Wartberg                                                                                 | 1435           | 1           | 12,9     | Diesel                                   |             |      | ÖBB             | Mauthausen – Gaisbach-Wartberg abgetragen |
| Südbahn                                    | Wien Südbf – Graz Hbf – Stgr. nach Spielfeld-Straß (– Maribor)                                                                  | 1435           | 2           | 260,1    | 15 kV 16,7 Hz WS                         |             |      | ÖBB             | |
| Tauernbahn                                 | Schwarzach-St. Veit – Spittal – Millstätter See                                                                                 | 1435           |             | 80,9     | 15 kV 16,7 Hz WS                         |             |      | ÖBB             | |
| Thayatalbahn                               | Schwarzenau – Waidhofen an der Thaya – Waldkirchen an der Thaya – Stgr. nach Fratres (– Slavonice)                              | 1435           | 1           | 34,5     | Diesel                                   |             |      | ÖBB             | Waidhofen an der Thaya – Waldkirchen an der Thaya wurde 2014 abgetragen, Waldkirchen an der Thaya – Slavonice wurde 2015 abgetragen, Schwarzenau - Waidhofen/Thaya im Mai 2019 für Sonderzüge wiedereröffnet                                               |
| Thermenbahn                                | Fehring – Bierbaum – Friedberg                                                                                                  | 1435           | 1           | 77,4     | Diesel                                   |             |      | ÖBB             | |
| Thermenbahn Nebenstrecke                   | Bierbaum – Neudau | 1435           | 1           | 9,2      |                                          |             | 1988 | ÖBB             | abgetragen |
| Tullnerfelder Bahn                         | Tulln – Herzogenburg – St. Pölten Hbf                                                                                           | 1435           | 1           | 46,31    | 15 kV 16,7 Hz WS                         |             |      | ÖBB             | |
| Umfahrung Innsbruck                        | Abzw Fritzens-Wattens 2 – Inntaltunnel – Abzw Innsbruck 1                                                                       | 1435           | 2           | 15,414   | 15 kV 16,7 Hz WS                         | 1994        |      | ÖBB             | |
| Unterinntalbahn                            | (Kiefersfelden –) Grenze Kufstein – Wörgl Hbf – Innsbruck Hbf                                                                   | 1435           | 2           | 75,3     | 15 kV 16,7 Hz WS                         |             |      | ÖBB             | viergleisiger Ausbau für Hochleistungsstrecke und Vorbereitung für Brennerbasistunnel |
| Bahnstrecke Lindau–Bludenz                 | (Lindau-Insel –) Grenze Hörbranz – Bregenz – Bludenz                                                                            | 1435           | 2           | 67,7     | 15 kV 16,7 Hz WS                         |             |      | ÖBB             | |
| Bahnstrecke Feldkirch–Buchs                | Feldkirch – Buchs (SG) | 1435           | 1           | 17,3     | 15 kV 16,7 Hz WS                         |             |      | ÖBB             | |
| Bahnstrecke St. Margrethen–Lauterach       | Abzw. Lauterach – Lustenau Grenze (– St. Margrethen)                                                                            | 1435           | 1           | 11,1     | 15 kV 16,7 Hz WS                         |             |      | ÖBB             | |
| Westbahn                                   | Wien Westbf – Linz Hbf – Wels Hbf – Salzburg Hbf                                                                                | 1435           | 2 4         | 313,4    | 15 kV 16,7 Hz WS                         |             |      | ÖBB             | teilweise viergleisig für Hochleistungs- und Hochgeschwindigkeitsverkehr (250 km/h) |
| Westbahn, Passauer Ast                     | Wels Hbf – Schärding – Stgr. nach Pyret (– Passau Hbf)                                                                          | 1435           | 2           | 79,6     | 15 kV 16,7 Hz WS                         |             |      | ÖBB             | |
| Vorortelinie                               | Wien Hütteldorf – Wien Penzing – Wien Heiligenstadt – Wien Handelskai                                                           | 1435           | 2           | 15,65    | 15 kV 16,7 Hz WS                         | 1898        |      | ÖBB             | steht unter Denkmalschutz |
| Wechselbahn                                | Aspang – Friedberg | 1435           | 1           | 21,5     | Diesel                                   | 1910        |      | ÖBB             | |
| Wiener Neustadt–Gramatneusiedl-Bahn        | (Wiener Neustadt Hbf –) Wampersdorf – Gramatneusiedl                                                                            | 1435           | 1           | 14,1     | 15 kV 16,7 Hz WS                         | 1971        |      | ÖBB             | siehe auch „Pottendorfer Bahn“ |
| Stammstrecke                               | Wien Floridsdorf – Wien Meidling                                                                                                | 1435           | 2           | 13,21    | 15 kV 16,7 Hz WS                         |             |      | ÖBB             | |
| Bahnstrecke Wien Penzing–Wien Meidling     | Wien Penzing – Wien Meidling | 1435           | 2           |          | 15 kV 16,7 Hz WS                         |             |      | ÖBB             | |
| Wieserbahn                                 | Lieboch – Wies-Eibiswald | 1435           | 1           | 50,7     | Diesel                                   |             |      | ÖBB             | |
| Bodensee-Trajekte                          | Bregenz – Friedrichshafen (D)                                                                                                   | 1435           |             |          |                                          | 1884        | 1913 | kkStB           | |
| Bodensee-Trajekte                          | Bregenz – Konstanz (D) | 1435           |             |          |                                          | 1884        | 1917 | kkStB           | |
| Bodensee-Trajekte                          | Bregenz – Romanshorn (CH) | 1435           |             |          |                                          | 1884        | 1915 | kkStB           | |

### Schmalspur
| Name der Bahn                 | Strecke                                     | Spur- weite mm | G l e i s e | Länge km | Antrieb durch     | von | bis | Be- trieb durch | Bemerkung |
| ----------------------------- | ------------------------------------------- | -------------- | ----------- | -------- | ----------------- | --- | --- | --------------- | --- |
| Bregenzerwaldbahn             | Bregenz – Bezau                             | 760            | 1           | 35,3     | Diesel            |     |     | ÖBB             | Bregenz – Schwarzenberg abgebaut, Schwarzenberg – Bezau Museumsbahn                                                     |
| Gurktalbahn                   | Treibach-Althofen – Klein Glödnitz          | 760            | 1           | 27,5     | Diesel            |     |     | ÖBB             | Treibach-Althofen – Pöckstein-Zwischenwässern Museumsbahn, Pöckstein-Zwischenwässern – Klein Glödnitz ca. 1975 abgebaut |
| Lokalbahn Mödling–Hinterbrühl | Mödling – Hinterbrühl                       | 1000           | 1           | 4,5      | 500 V Gleichstrom |     |     | BBÖ             | ca. 1932 abgebaut, erste elektrische Bahn Europas für Dauerbetrieb                                                      |
| Steyrtalbahn                  | Garsten – Steyr Lokalbahn – Pergern – Klaus | 760            | 1           | 37,6     | Dampf             |     |     | ÖBB             | Steyr Lokalbahn – Grünburg Museumsbahn, Garsten – Steyr LB und Grünburg – Klaus abgebaut                                |
| Steyrtalbahn Zweigstrecke     | Pergern – Sierning – Bad Hall               | 760            | 1           | 37,6     | Dampf             |     |     | ÖBB             | abgebaut |
| Vellachtalbahn                | Völkermarkt-Kühnsdorf – Eisenkappel         | 760            | 1           | 17,5     | Dampf             |     |     | ÖBB             | abgebaut |

## Private Bahnstrecken

### Normalspur
| Name der Bahn                               | Strecke                                             | Spur- weite mm | G l e i s e | Länge km | Antrieb durch      | von  | bis | Betreiber                               | Bemerkung |
| ------------------------------------------- | --------------------------------------------------- | -------------- | ----------- | -------- | ------------------ | ---- | --- | --------------------------------------- | --- |
| Ampflwanger Bahn                            | Timelkam-Ampflwang                                  | 1435           | 1           | 10,4     | Diesel / Dampf     |      |     | ÖGEG                                    | Museumsbahn |
| Aschacher Bahn                              | Abzw Haiding – Aschach an der Donau                 | 1435           | 1           | 20,5     | Diesel             | 1886 |     | Schiene OÖ                              | Personenverkehr mit Fahrplanwechsel 2019 eingestellt, nur Güterverkehr Betrieb durch ÖBB im Austrag der Schiene OÖ                                                                                  |
| Donauuferbahn (Wachau) II                   | Sarmingstein – Krems an der Donau                   | 1435           | 1           | 68,1     | Diesel             |      |     | NÖVOG                                   | zwischen Sarmingstein und Weins-Isperdorf nur Güterverkehr, Weins – Weitenegg großteils abgetragen, Weitenegg – Emmersdorf gelegentlich Güterverkehr, Emmersdorf – Krems saisonaler Personenverkehr |
| Badner Bahn                                 | Wien Oper – Leesdorf                                | 1435           | 2           | 27,2     | GS 600+850 V       |      |     | Wiener Lokalbahnen                      | |
| Badner Bahn                                 | Leesdorf – Baden Josefsplatz                        | 1435           | 1           |          | GS 600 V           |      |     | Wiener Lokalbahnen                      | |
| Badner Bahn                                 | Baden Josefsplatz – Erzherzog-Wilhelm-Ring          | 1435           | 1           |          | GS                 |      |     | Wiener Lokalbahnen                      | abgebaut |
| Badner Bahn                                 | Baden Josefsplatz – Rauhenstein                     | 1435           | 1           |          | GS                 |      |     | Wiener Lokalbahnen                      | abgebaut |
| Badner Bahn                                 | Baden Josefsplatz – Sooß – Bad Vöslau               | 1435           | 1           |          | GS                 |      |     | Wiener Lokalbahnen                      | abgebaut |
| Ferlacher Bahn                              | Weizelsdorf – Ferlach                               | 1435           | 1           | 5,7      | Dampf              |      |     | Nostalgiebahnen in Kärnten              | Museumsbahn |
| Bahnstrecke Lambach–Haag am Hausruck        | Abzw Lambach 1 – Haag am Hausruck                   | 1435           | 1           | 21,9     | 750 V GS           |      |     | Stern & Hafferl                         | Schienenverkehr eingestellt 13. Dezember 2009, abgebaut; seit Oktober 2021 Radweg auf der ehemaligen Bahntrasse                                                                                     |
| Kahlenbergbahn I                            | Wien Nußdorf – Kahlenberg (Unterer Bahnhof)         | 1435           | 2           | 4,9      | Dampf              |      |     | Kahlenbergbahn AG                       | Zahnradbahn, ca. 1922 abgebaut |
| Kahlenbergbahn II                           | Kahlenberg (Unterer Bahnhof) – Oberer Bahnhof       | 1435           | 1           | 0,6      | Dampf              |      |     | Kahlenbergbahn AG                       | Zahnradbahn, ca. 1922 abgebaut |
| Landesbahn Feldbach–Bad Gleichenberg        | Feldbach – Bad Gleichenberg                         | 1435           | 1           | 21,2     | 1800 V GS          |      |     | Steiermärkische Landesbahnen            | |
| Landesbahn Gleisdorf–Weiz                   | Gleisdorf – Weiz                                    | 1435           | 1           | 15,2     | Diesel             |      |     | Steiermärkische Landesbahnen            | |
| Linzer Lokalbahn                            | Linz Hbf – Niederspaching – Neumarkt-Kallham        | 1435           | 1           | 54,9     | 750 V GS           |      |     | Stern & Hafferl                         | |
| Linzer Lokalbahn                            | Niederspaching – Peuerbach                          | 1435           | 1           | 3,6      | 750 V GS           |      |     | Stern & Hafferl                         | |
| Lokalbahn Lambach–Vorchdorf-Eggenberg       | Lambach – Vorchdorf-Eggenberg                       | 1435           | 1           | 14,7     | 750 V GS           |      |     | Stern & Hafferl                         | |
| Lokalbahn Felixdorf–Tattendorf              | Felixdorf – Tattendorf                              | 1435           | 1           |          |                    |      |     |                                         | |
| Lokalbahn Peggau–Übelbach                   | Peggau-Deutschfeistritz – Übelbach                  | 1435           | 1           | 10,1     | 15 kV 16 2/3 Hz WS |      |     | Steiermärkische Landesbahnen            | |
| Montafonerbahn                              | Bludenz – Schruns                                   | 1435           | 1           | 12,7     | 15 kV 16 2/3 Hz WS |      |     | Montafonerbahn                          | |
| Museumstramway Mariazell–Erlaufsee          | Mariazell – Erlaufsee                               | 1435           | 1           | 2,5      | Dampf 600 V GS     |      |     |                                         | als Museumsbahn gebaut |
| Neusiedler Seebahn                          | Neusiedl am See – Pamhagen – Fertőszentmiklós       | 1435           | 1           | 52,0     | 25 kV 50 Hz WS     |      |     | ROeEE                                   | |
| Raab-Ödenburg-Ebenfurther Eisenbahn (ROeEE) | Ebenfurth – Wulkaprodersdorf – Sopron               | 1435           | 1           | 27,1     | 25 kV 50 Hz WS     |      |     | ROeEE                                   | |
| Bahnstrecke Salzburg–Lamprechtshausen       | Salzburg – Bürmoos – Lamprechtshausen               | 1435           | 1           | 25,5     | 1000 V GS          |      |     | Salzburg AG                             | |
| Bahnstrecke Bürmoos–Ostermiething           | Bürmoos – Ostermiething                             | 1435           | 1           | 11,3     | 1000 V GS          |      |     | Salzburg AG                             | |
| Bahnstrecke Salzburg–Hangender Stein        | Salzburg – St. Leonhard – Stgr. bei Hangender Stein | 1435           | 1           | 13,6     | 1000 V GS          |      |     | Salzburger Stadtwerke                   | abgebaut |
| St. Pöltner Straßenbahn                     | St. Pölten Goldeggerstraße – Harland                | 1435           | 1           | ca. 9    | 750 V GS           |      |     | St. Pöltner Straßenbahn AG              | auch Güterverkehr, 1976 abgebaut |
| Sulmtalbahn                                 | Leibnitz – Pölfing-Brunn (- Wies-Eibiswald)         | 1435           | 1           | ~ 35     | Dampf              |      |     | Graz-Köflacher Bahn und Busbetrieb GmbH | Leibnitz – Gleinstätten ca. 1968, Rest 1976 abgebaut |

### Schmalspur
| Name der Bahn                        | Strecke                                                        | Spur- weite mm      | G l e i s e | Länge km | Antrieb durch             | von  | bis  | Be- trieb durch                                   | Bemerkung |
| ------------------------------------ | -------------------------------------------------------------- | ------------------- | ----------- | -------- | ------------------------- | ---- | ---- | ------------------------------------------------- | --- |
| Burgenland                           |                                                                |                     |             |          |                           |      |      |                                                   | |
| Kleinbahn Neusiedl am See            | Neusiedl am See – Badeanstalt                                  | 600                 | 1           | 1,5      |                           | 1928 | 1939 |                                                   | abgebaut |
| Kärnten                              |                                                                |                     |             |          |                           |      |      |                                                   | |
| Lendcanaltramway                     | Klagenfurt, Europapark                                         | 1000                | 1           | 1,0      | elektrisch Pferd          | 1976 |      | Nostalgiebahnen in Kärnten (NBiK)                 | |
| Reißeck-Höhenbahn                    | Schoberboden – Hotel Hochalmsee                                | 600                 | 1           | 8,3      | Diesel                    | 1965 | 2014 | Tauern-Touristik                                  | Betrieb ab 9/2014 eingestellt, Fuhrpark und Infrastruktur nach Deutschland verkauft. |
| Niederösterreich                     |                                                                |                     |             |          |                           |      |      |                                                   | |
| Mariazellerbahn                      | St. Pölten Hbf – Mariazell – Gußwerk                           | 760                 | 1           | 91,3     | 6,5 kV 25 Hz Wechselstrom |      |      | NÖVOG                                             | St. Pölten – Mariazell ganzjährig in Betrieb Mariazell – Gußwerk abgebaut |
| Die Krumpe                           | Ober Grafendorf – Mank – Wieselburg an der Erlauf              | 760                 | 1           | 37,6     | Diesel                    |      |      | NÖVOG                                             | 2010 nach Übernahme durch die NÖVOG eingestellt, seit 2019 zwischen Ober-Grafendorf und St. Margarethen-Rammersdorf wieder Nostalgiezüge                                                                           |
| Österreichische Höllentalbahn        | Payerbach-Reichenau – Windbrücke Raxbahn                       | 760                 | 1           | 6,1      | 550 V GS                  |      |      | LBPH                                              | Payerbach-R – Hirschwang Museumsbahn, Hirschwang – Windbrücke Raxbahn abgebaut |
| Schneebergbahn                       | Puchberg am Schneeberg – Berghaus Hochschneeberg               | 1000                | 1           | 9,7      | Diesel / Dampf            |      |      | NÖSBB AG                                          | Zahnradbahn |
| Waldviertler Schmalspurbahnen        | Gmünd NÖ – Groß Gerungs                                        | 760                 | 1           | 43,1     | Diesel / Dampf            |      |      | NÖVOG                                             | |
| Waldviertler Schmalspurbahnen        | Gmünd NÖ – Alt Nagelberg – Litschau                            | 760                 | 1           | 25,3     | Diesel / Dampf            |      |      | NÖVOG                                             | |
| Waldviertler Schmalspurbahnen        | Alt Nagelberg – Heidenreichstein                               | 760                 | 1           | 13,2     | Diesel / Dampf            |      |      | NÖVOG                                             | |
| Ybbser Straßenbahn                   | Ybbs-Kemmelbach (Bf) – Ybbs Stadtplatz                         | 760                 | 1           | 2,9      | 550 Volt GS               |      |      | Stadtgemeinde Ybbs                                | 1954 abgebaut |
| Ybbstalbahn                          | Waidhofen an der Ybbs – Gstadt – Lunz am See – Kienberg-Gaming | 760                 | 1           | 70,9     | Diesel / Dampf            |      |      | NÖVOG                                             | Waidhofen - Gstadt Citybahn Waidhofen, Gstadt – Lunz am See Übernahme 2010 durch die NÖVOG eingestellt und abgetragen Radweg im Abschnitt Gstadt - Göstling an der Ybbs; Lunz am See – Kienberg-Gaming Museumsbahn |
| Ybbstalbahn Zweigstrecke             | Gstadt – Ybbsitz                                               | 760                 | 1           | 5,7      | Diesel                    |      |      | NÖVOG                                             | 2010 Übernahme durch die NÖVOG eingestellt und abgebaut |
| Oberösterreich                       |                                                                |                     |             |          |                           |      |      |                                                   | |
| Attergaubahn                         | Vöcklamarkt – Attersee                                         | 1000                | 1           | 13,7     | 750 V GS                  |      |      | Stern & Hafferl                                   | Attersee Bf – Attersee Landungsplatz abgebaut |
| Elektrische Bahn Unterach–See        | Unterach–See am Mondsee                                        | 1000                | 1           | 3,3      | 600 V GS                  |      |      | Stern & Hafferl                                   | ca. 1940 abgebaut |
| Florianerbahn                        | Linz Ebelsberg – St. Florian                                   | 900                 | 1           | 6,1      | 650 V GS                  |      |      | Stern & Hafferl                                   | letzter Zug am 2. Januar 1974, 1978–2003 Museumsbahn, 2020 Großteil der Strecke abgebaut |
| Pöstlingbergbahn                     | Linz Urfahr – Pöstlingberg                                     | (1000 bis 2008) 900 | 1           | 2,9      | 600 V GS                  |      |      | Linz AG Linien                                    | steilste Adhäsionsbahn Mitteleuropas; 2008/2009 Umspurung und Einbindung in Linzer Straßenbahn |
| Salzkammergut-Lokalbahn              | Bad Ischl – Salzburg                                           | 760                 | 1           | 63,2     | Dampf                     |      |      | SKGLB                                             | 1958 abgebaut |
| Salzkammergut-Lokalbahn Zweigstrecke | St. Lorenz – Mondsee                                           | 760                 | 1           | 3,5      | Dampf / Diesel            |      |      | SKGLB                                             | 1958 abgebaut |
| Schafbergbahn                        | St. Wolfgang Schafbergbf – Schafbergspitze                     | 1000                | 1           | 5,9      | Dampf / Diesel            | 1893 |      | Salzburg AG                                       | Zahnradbahn |
| Pferdebahn                           | (Budweis-Rybnik-) Grenze-Linz Urfahr                           | 1106                | 1           | 54,3     | Pferd                     |      |      | EEG                                               | |
| Pferdebahn                           | Linz Hauptmautamt-Lambach                                      | 1106                | 1           | 43,9     | Pferd                     |      |      | EEG                                               | Reststrecke Lambach-Gmunden umgespurt |
| Lokalbahn Gmunden–Vorchdorf          | Gmunden Seebf – Vorchdorf-Eggenberg                            | 1000                | 1           | 15,2     | 750 V GS                  |      |      | Stern & Hafferl                                   | vulgo „Traunseebahn“; Gmunden Seebf – Engelhof Dreischienengleis |
| Salzburg                             |                                                                |                     |             |          |                           |      |      |                                                   | |
| Gaisbergbahn                         | Salzburg Parsch – Gaisberg                                     | 1000                | 1           | 5,3      | Dampf                     |      |      | Gaisbergbahn AG                                   | Zahnradbahn, ca. 1932 abgebaut |
| Pinzgauer Lokalbahn                  | Zell am See – Mittersill – Krimml                              | 760                 | 1           | 52,7     | Diesel, Dampf             |      |      | Salzburg AG                                       | |
| Steiermark                           |                                                                |                     |             |          |                           |      |      |                                                   | |
| Feistritztalbahn                     | Weiz – Birkfeld – Ratten                                       | 760                 | 1           | 42,2     | Diesel / Dampf            |      |      | Steiermärkische Landesbahnen                      | Weiz – Birkfeld Güterverkehr + Museumsbahn, Birkfeld – Ratten ca. 1980 abgebaut |
| Lokalbahn Mixnitz–Sankt Erhard       | Mixnitz-Bärenschützklamm – St. Erhard                          | 760                 | 1           | 10,7     | 800 V GS                  |      |      | Steiermärkische Landesbahnen                      | |
| Murtalbahn                           | Unzmarkt – Tamsweg – Mauterndorf                               | 760                 | 1           | 76,1     | Diesel / Dampf            |      |      | Steiermärkische Landesbahnen                      | Tamsweg – Mauterndorf Museumsbahn |
| Stainzerbahn                         | Preding-Wieselsdorf – Stainz                                   | 760                 | 1           | 11,3     | Dampf / Diesel            |      |      | Steiermärkische Landesbahnen                      | jetzt Museumsbahn |
| Thörlerbahn                          | Kapfenberg – Au-Seewiesen                                      | 760                 | 1           | 22,7     | Diesel / Dampf            |      |      | Steiermärkische Landesbahnen                      | abgebaut |
| Tirol                                |                                                                |                     |             |          |                           |      |      |                                                   | |
| Achenseebahn                         | Jenbach – Eben – Achensee Schiffstation                        | 1000                | 1           | 6,7      | Dampf                     |      |      | Achenseebahn Infrastruktur- und Betriebs-GmbH     | kombinierte Zahnrad- (Jenbach – Eben) und Adhäsionsbahn (Eben – Achensee) |
| Innsbrucker Mittelgebirgsbahn        | Innsbruck-Bergisel – Igls                                      | 1000                | 1           | 8,3      | Dampf / 600 V GS          |      |      | Innsbrucker Verkehrsbetriebe & Stubaitalbahn GmbH | |
| Localbahn Innsbruck-Hall i. Tirol    | Innsbruck – (Solbad) Hall in Tirol                             | 1000                | 1           |          | Dampf / 600/1200 V GS     |      |      | Innsbrucker Verkehrsbetriebe                      | 1974 abgebaut, Wiederinbetriebnahme auf geänderter Trasse vorgesehen |
| Stubaitalbahn                        | Innsbruck Hbf – Fulpmes                                        | 1000                | 1           | 18,2     | 850 V GS                  |      |      | Innsbrucker Verkehrsbetriebe & Stubaitalbahn GmbH | vor 1983 3000 V WS / 50 Hz, erste mit Wechselstrom betriebene Bahn |
| Wachtl-Express                       | Kiefersfelden (D) – Wachtl                                     | 900                 | 1           | ~4,8     | 1200 V GS                 |      |      | MEGW                                              | ursprünglich Werksbahn, siehe auch Bayern |
| Zillertalbahn                        | Jenbach – Mayrhofen                                            | 760                 | 1           | 31,7     | Diesel / Dampf            |      |      | Zillertaler Verkehrsbetriebe AG                   | |
| Vorarlberg                           |                                                                |                     |             |          |                           |      |      |                                                   | |
| Bahn des Museums Rheinschauen        | Bodensee – Steinbruch Kadelberg                                | 750                 | 1           |          | Dampf / Diesel            |      |      |                                                   | |
| Elektrische Bahn Dornbirn–Lustenau   | Dornbirn – Lustenau                                            | 1000                | 1           | 12,6     | 600 V GS                  | 1902 | 1938 | EBDL                                              | ca. 1939 abgebaut |

### Industriebahnen
| Name der Bahn                              | Strecke                                                                        | Spur- weite mm | G l e i s e | Länge km | Antrieb durch                | von        | bis  | Be- trieb durch                     | Bemerkung                                                                                                 |
| ------------------------------------------ | ------------------------------------------------------------------------------ | -------------- | ----------- | -------- | ---------------------------- | ---------- | ---- | ----------------------------------- | --- |
| Burgenland                                 |                                                                                |                |             |          |                              |            |      |                                     | |
| Feldbahn Sankt Andrä                       | Sankt Andrä am Zicksee                                                         | 600            | 1           | 16,8     | Pferd                        | 1915       | 1956 | FStA                                | abgebaut, zirka 3 km in Ungarn                                                                            |
| Niederösterreich                           |                                                                                |                |             |          |                              |            |      |                                     | |
| Kremser Hafen- und Industriebahn           | Krems an der Donau – Hafen Krems                                               | 1435           | 1           |          | 15 kV 16,7 Hz WS             |            |      | CargoServ                           | Hafen- und Industriebahn                                                                                  |
| Industriebahn Fa. Rohrböcks Söhne          | Unter Waltersdorf – Eisenwerk                                                  | 600            | 1           | 9,9      |                              | 1922       | 1932 | IbR                                 | abgebaut, beschränkter öffentlicher Verkehr                                                               |
| Oberösterreich                             |                                                                                |                |             |          |                              |            |      |                                     | |
| AMAG Austria Metall                        | Braunau – Ranshofen Aluminiumwerk                                              | 1435           | 1           | 4,9      |                              |            |      | AMAG Austria Metall                 | |
| EHG Ennshafen GmbH                         | Enns – Ennshafen                                                               | 1435           | 1           | 2,2      | 15 kV 16,7 Hz WS             |            |      | EHG                                 | Hafenbahn und Donauhafen Enns-Ennsdorf                                                                    |
| Wolfsegg-Traunthaler-Kohlenwerke           | Breitenschützing – Kohlgrube                                                   | 1106           | 1           | 10,7     | Dampf / Diesel / Schwerkraft |            |      | WTK                                 | abgebaut                                                                                                  |
| Wolfsegg-Traunthaler-Kohlenwerke           | Thomasroith-Wolfshütte                                                         | 1106           | 1           | 7,5      | Pferd / Dampf                |            |      | WTK                                 | abgebaut, restlichen 4 km bis Attnang umgespurt                                                           |
| Wolfsegg-Traunthaler-Kohlenwerke           | Holzleithen-Thomasroith                                                        | 1435           | 1           | 7,5      |                              |            |      | BBÖ                                 | abgebaut, später umgespurt                                                                                |
| Wolfsegg-Traunthaler-Kohlenwerke           | Zweigstrecke – Thomasroith                                                     | 580            | 1           | ~5,4     |                              |            |      | WTK                                 | abgebaut, nicht umgespurt                                                                                 |
| Linz AG – Linz Service GmbH Hafenbahn Linz | Linz – Hafen                                                                   | 1435           | 1           |          |                              |            |      |                                     | |
| LogServ – Logistik Service GmbH            | Linz – Hafen                                                                   | 1435           | 1           |          |                              |            |      | VOEST                               | |
| Salzburg                                   |                                                                                |                |             |          |                              |            |      |                                     | |
| Bockerlbahn Bürmoos                        | Bürmoos                                                                        | 600            | 1           | 24,0     | Diesel                       | 1882       | 2000 |                                     | Torfbahn                                                                                                  |
| Museumsfeldbahn Großgmainbahn              | Großgmain                                                                      | 600            | 1           | 1,7      | Diesel                       | 13.06.2010 |      | Salzburg AG                         | |
| Wasenmoosbahn                              | Pass Thurn                                                                     | 600            | 1           |          |                              |            |      |                                     | Torfbahn                                                                                                  |
| Diabaswerk Saalfelden                      | Saalfelden                                                                     | 600            | 1           |          | Diesel                       |            |      |                                     | abgebaut                                                                                                  |
| Anschlussbahn Tauernkraftwerke             | Bruck an der Großglocknerstraße – Kaprun                                       | 1435           | 1           | 6,8      | Diesel                       |            |      |                                     | abgebaut                                                                                                  |
| Stieglbahn                                 | Salzburg Aiglhof – Stieglbrauerei zu Salzburg                                  | 1435           | 1           | 3,4      | Diesel                       | 1920       |      | Salzburg AG                         | Industriestammgleis                                                                                       |
| Gasteiner Heilstollenbahn                  | Bad Gastein                                                                    | 600            | 1           | 2,4      | Akku                         |            |      | GH                                  | Besucherfahrten                                                                                           |
| Besucherbergwerk Imhofstollen              | Böckstein-Nassfeld nach Kolm-Saigurn                                           | 600            | 1           | 4,9      |                              |            |      | BI                                  | seit 1993 außer Betrieb                                                                                   |
| Steiermark                                 |                                                                                |                |             |          |                              |            |      |                                     | |
| Werkbahn Böhler                            | Mürzzuschlag – Hönigsberg                                                      |                |             | 2,2      |                              |            |      |                                     | Böhler Bleche                                                                                             |
| Werkbahn Radmer                            | Hieflau – Radmer                                                               | 900            | 1           | 12,8     | Dampf / 1200 V GS            |            |      | WbRa                                | Werksbahn ohne Personenverkehr, abgebaut                                                                  |
| Andritzer Schleppbahn                      | Graz-Gösting – Graz-Andritz Maschinenfabrik – Graz-Andritz Papierfabrik Arland | 1435           | 1           | 2        | Diesel                       |            |      |                                     | Werksbahn ohne Personenverkehr, zwischen Abzweigung Maschinenfabrik und Arland-Gelände teilweise abgebaut |
| Lamingtaler Schleppbahn                    | Bruck an der Mur (Frachtenbahnhof) – Oberdorf (Sankt Katharein an der Laming)  | 760            | 1           | 15       | Dampf, Diesel                | 1920       | 1959 | Magnesitwerk, heute: Firma STYROMAG | abgebaut                                                                                                  |
| Cargo Center Graz                          | Kalsdorf bei Graz – Werndorf (Graz Süd)                                        | 1435           | 1           |          | 15 kV 16,7 Hz WS             |            |      | CCG                                 | |
| Schwanberg – Kalkgrub                      | Schwanberg – Kalkgrub                                                          |                | 1           |          | Dampfspeicher                |            |      |                                     | abgebaut                                                                                                  |
| Tirol                                      |                                                                                |                |             |          |                              |            |      |                                     | |
| Schaubergwerk Kupferplatte                 | Jochberg                                                                       | 600            | 1           |          |                              |            |      |                                     | Besucherbergwerkbahn                                                                                      |
| Vorarlberg                                 |                                                                                |                |             |          |                              |            |      |                                     | |
| Bahn der internationalen Rheinregulierung  | Wiesenrain – Steinbruch                                                        | 750            | 1           |          | 750 V Gleichstrom            |            |      | internationale Rheinregulierung     | |
| Werkbahn Partenen                          | Tschagguns – Partenen                                                          | 760            | 1           | ~18,0    | Dampf und Diesel             | 1926       | 1961 | Vorarlberger Illwerke AG            | Materialbahn mit beschränkt-öffentlichem Personenverkehr                                                  |
| Höhenbahn Trominier                        | Trominier – Vermunt                                                            | 760            | 1           | 2,6      |                              | 1930       |      | Vorarlberger Illwerke AG            | |
| Wien                                       |                                                                                |                |             |          |                              |            |      |                                     | |
| Versorgungsheimbahn Lainz                  | Hietzing, Geriatriezentrum Am Wienerwald                                       | 500            | 1           | 4,0      | Akku, Diesel                 | 1904       | 2011 |                                     | |
| Schleppbahn Liesing                        | Liesing – Siebenhirten                                                         | 1435           | 1           | 10       | Dampf, Druckluft, Diesel     | 1860       | 2003 | private Unternehmen                 | abgebaut                                                                                                  |
| Anstaltsbahn Steinhof                      | Penzing, Klinik Penzing                                                        | 600            | 1           | 9,6      | 550 V Gleichstrom            | 1908       | 1964 |                                     | abgebaut                                                                                                  |

### Waldbahnen
| Name der Bahn                                  | Strecke                                                                              | Spur- weite mm | G l e i s e | Länge km | Antrieb durch                        | von  | bis   | Be- trieb durch      | Bemerkung                                                                               |
| ---------------------------------------------- | ------------------------------------------------------------------------------------ | -------------- | ----------- | -------- | ------------------------------------ | ---- | ----- | -------------------- | --------------------------------------------------------------------------------------- |
| Burgenland                                     |                                                                                      |                |             |          |                                      |      |       |                      |                                                                                         |
| Waldbahn Dörfl (WbD)                           | Dörfl                                                                                | 600            | 1           | 9,4      |                                      | 1924 | 1933  | WbD                  | Spitzkehre                                                                              |
| Waldbahn Großmürbisch (WbG)                    | (Alsórönök–) Grenze Großmürbisch – Reinersdorfer Bach                                | 760            | 1           | ~7,5     |                                      | 1935 | 1937  | WbG                  | 4 km in Ungarn, abgebaut                                                                |
| Waldbahn Großpetersdorf-Rumpersdorf (WGR)      | Großpetersdorf – Rumpersdorf                                                         | 760            | 1           | ~13,5    |                                      | 1920 | ~1933 | WGR                  |                                                                                         |
| Waldbahn Güssing – Rohr im Burgenland (WGR)    | Güssing – Rohr im Burgenland                                                         | 760            | 1           | ~27,0    |                                      | 1913 | 1921  | WGR                  |                                                                                         |
| Waldbahn Güssing – Neuberg im Burgenland (WGN) | Güssing – Neuberg im Burgenland                                                      | 760            | 1           | ~14,0    |                                      | 1913 | 1921  | WGN                  |                                                                                         |
| Waldbahn Lockenhaus (WbL)                      | Lockenhaus – Veneganaausweiche – km 7,4 – Breitriegel                                | 600            | 1           | 10,3     |                                      | 1926 | 1956  | WbL                  | 2 Spitzkehren                                                                           |
| Waldbahn Lockenhaus (WbL)                      | Veneganaausweiche – Veneganagraben                                                   | 600            | 1           | 1,6      |                                      | 1926 | 1956  | WbL                  |                                                                                         |
| Waldbahn Lockenhaus (WbL)                      | km 7,4 – Gr. Steingraben                                                             | 600            | 1           | 3,0      |                                      | 1926 | 1956  | WbL                  | 2 Spitzkehren                                                                           |
| Waldbahn Punitz (WbP)                          | Punitz – Punitzer Gemeindewald                                                       | 600            | 1           | ~9,0     | Pferd                                | 1905 | ~1933 | WbP                  |                                                                                         |
| Kärnten                                        |                                                                                      |                |             |          |                                      |      |       |                      |                                                                                         |
| Waldbahn Gundersdorf (WbG)                     | Gundersdorf (Gemeinde Straßburg), Dampfsäge Gundersdorf an der Gurktalbahn – Höllein | 760            | 1           | 4,0      | Schwerkraft, Benzindraisine          | 1902 | 1958  | WbG                  | abgebaut                                                                                |
| Niederösterreich                               |                                                                                      |                |             |          |                                      |      |       |                      |                                                                                         |
| Rothwaldbahn                                   | Rothwald, Gemeinde Gaming                                                            | 1000           | 1           | 7,39     | Pferd                                | 1854 | 1868  | Festetics (bis 1864) | Metallbeschlagene Holzschienen, abgebaut                                                |
| Waldbahn Haselbach                             | Nähe Fahrafeld: Forsthaus – Hochwiese                                                | 600            | 1           | ~2,5     | Schwerkraft, Ochsen, benzingetr. Lok | 1915 | 1918  | BMF                  | abgebaut                                                                                |
| Waldbahn im Klauswald (WbK)                    | Klauswald, bei Puchenstuben                                                          | 600 ?          | 1           | 4,5      |                                      | 1930 | 1937  | WbK                  |                                                                                         |
| Waldbahn Langau–Lackenhof (WbLL)               | Langau – Ötscherwiese bei Lackenhof                                                  | 1000           | 1           | 4,7      | Pferd                                | 1828 | 1868  | Festetics (bis 1864) | Metallbeschlagene Holzschienen, abgebaut                                                |
| Waldbahn Lunz–Langau–Saurüsselboden (WbLS)     | Lunz am See – Langau – Saurüsselboden                                                | 700            | 1           | 12,2     | Diesel                               | 1920 | 1974  | WbLL                 | Waldbahn mit beschränkt-öffentlichem Personenverkehr, abgebaut                          |
| Waldbahn Nasswald                              | Schwarzau im Gebirge, Naßwald                                                        | 600            |             | 0,6      | Diesel, Akku                         | 1985 | 2008  |                      | Museumsbahn, Neubaustrecke, abgebaut                                                    |
| Waldbahn Wastl am Wald – Hühnerkogel (WbW)     | Wastl am Wald                                                                        | 600            | 1           | ~ 3,9    |                                      | 1934 | 1945  | WbW                  |                                                                                         |
| Waldbahn im Weinsberger Forst (WWF)            | Martinsberg-Gutenbrunn – Berglucke                                                   | 760            | 1           | ~35,9    |                                      | 1920 | 1933  | WWF                  |                                                                                         |
| Oberösterreich                                 |                                                                                      |                |             |          |                                      |      |       |                      |                                                                                         |
| Waldbahn Offensee (WbO)                        | Steinkogl – Steinbachl                                                               | 800            | 1           | 13,9     |                                      | 1899 | 1954  | WbO                  |                                                                                         |
| Waldbahn Offensee (WbO)                        | Steibachl – Obere Moosau                                                             | 800            | 1           | 1,6      |                                      | 1899 | 1954  | WbO                  |                                                                                         |
| Waldbahn Reichraming (WbRr)                    | Schallau – Weißenbach Ausweiche – Maieralm – Hansigraben                             | 760            | 1           | 16,5     |                                      | 1920 | 1971  | WbRr                 |                                                                                         |
| Waldbahn Reichraming (WbRr)                    | Weißenbach Ausweiche – Lager Weißenbach                                              | 760            | 1           | 1,2      |                                      | 1920 | 1971  | WbRr                 |                                                                                         |
| Waldbahn Reichraming (WbRr)                    | Maieralm – Haselbrücke – Unterweißwasser                                             | 760            | 1           | 13,0     |                                      | 1920 | 1971  | WbRr                 |                                                                                         |
| Waldbahn Reichraming (WbRr)                    | Haselbrücke – Wällerhütte                                                            | 760            | 1           | 1,2      |                                      | 1920 | 1971  | WbRr                 |                                                                                         |
| Waldbahn Reichraming (WbRr)                    | Reichraming – Hintergebirge                                                          | 760            | 1           | 32,7     | Diesel                               | 1920 | 1971  | WbRr                 | Waldbahn mit beschränkt-öffentlichem Personenverkehr, abgebaut                          |
| Waldbahn Thalham                               | Straß im Attergau                                                                    | 750            | 1           | 8,0      |                                      | 1920 | 1921  |                      |                                                                                         |
| Salzburg                                       |                                                                                      |                |             |          |                                      |      |       |                      |                                                                                         |
| Waldbahn Zinkenbach (WbZ)                      | Zinkenbach, Lagerplatz Hundsleiten – Königsbachalm                                   | 700            | 1           | 6,7      | Diesel                               | 1921 | 1967  | WbZ                  | kein Personenverkehr, abgebaut                                                          |
| Waldbahn Hintersee (WbZ)                       | Lagerplatz Vordersee – Forsthaus Hintersee, Anzerboden, Königsberg                   | 600            | 1           | 5,5      | Diesel                               | 1921 | 1932  | WbZ                  | kein Personenverkehr, abgebaut                                                          |
| Steiermark                                     |                                                                                      |                |             |          |                                      |      |       |                      |                                                                                         |
| Waldbahn Deutschlandsberg (WbD)                | Deutschlandsberg – Freiland bei Deutschlandsberg                                     | 760            | 1           | 9,9      | Dampf                                | 1921 | 1959  | WbD                  | beschränkt-öffentlicher Personenverkehr, abgebaut                                       |
| Waldbahn Deutschlandsberg (WbD)                | Kupper – Bärental                                                                    | 600            | 1           | 8,5      | Diesel                               | 1927 | 1958  | WbD                  | abgebaut, Verbindung zwischen Freiland und Kupper mit 3,1 km langer Seilbahn (abgebaut) |
| Waldbahn Deutschlandsberg (WbD)                | Kupper – Hofbauer                                                                    | 600            | 1           | 9,4      | Diesel                               | 1928 | 1958  | WbD                  | Waldbahn, kein Personenverkehr, abgebaut                                                |
| Waldbahn Frauenwald (WbF)                      | Steinhaus am Semmering – Rettenegg                                                   | 600            | 1           | 22,0     | Dampf                                | 1902 | 1958  | WbF                  | Waldbahn mit beschränkt-öffentlichem Personenverkehr, abgebaut, mit zwei Schrägaufzügen |
| Waldbahn Frohnleiten (WbF)                     | Frohnleiten – Traninger – Rossstall                                                  | 760            | 1           | 12,4     |                                      | 1925 | 1951  | WbF                  | abgebaut                                                                                |
| Waldbahn Frohnleiten (WbF) Zweigstrecke        | Traninger – Dionys                                                                   | 760            | 1           | 5,6      |                                      | 1925 | 1951  | WbF                  | abgebaut                                                                                |
| Waldbahn Grubegg                               | Bad Mitterndorf-Heilbrunn – Grubegg                                                  | ?              | 1           | ?        |                                      | 1920 | 1962  |                      | abgebaut                                                                                |
| Waldbahn Ingering (WbI)                        | Ingering II – Seeboden                                                               | 720            | 1           | ~10,5    |                                      | 1887 | 1938  | WbI                  | abgebaut                                                                                |
| Waldbahn Radmer (WbRa)                         | Hieflau – Radmer – Neuhaus                                                           | 830            | 1           | ~14,0    |                                      | 1920 | 1967  | WbRa                 | abgebaut                                                                                |
| Waldbahn Radmer (WbRa)                         | Hieflau – Radmer – Neuhaus                                                           | 900            | 1           | ~14,0    | 1200 V Gleichstrom                   | 1967 | 1979  |                      | abgebaut                                                                                |
| Waldbahn Trieben (WbT)                         | Trieben – Lager Seyfried                                                             | 800            | 1           | ~ 10,8   |                                      | 1900 | ~1939 | WbT                  | Spitzkehre                                                                              |
| Tirol                                          |                                                                                      |                |             |          |                                      |      |       |                      |                                                                                         |
| Waldbahn Klammbach                             | Achenkirch                                                                           | 760            |             | 6,6      |                                      | 1914 | 1960  |                      | Klammbachwaldbahn                                                                       |
| Waldbahn Bächental                             | Bächentalbahn                                                                        | 750            |             | 10,2     |                                      | 1930 | 1956  |                      | siehe auch Bayern                                                                       |

### Parkeisenbahnen
| Name der Bahn                           | Strecke                           | Spur- weite mm | G l e i s e | Länge km | Antrieb durch | von | bis | Be- trieb durch | Bemerkung |
| --------------------------------------- | --------------------------------- | -------------- | ----------- | -------- | ------------- | --- | --- | --------------- | --------- |
| Wien                                    |                                   |                |             |          |               |     |     |                 |           |
| Wien, Wiener Prater, Liliputbahn Prater | Prater Hbf – Ernst-Happel-Stadion | 381            | 2           | 3,9      | Dampf, Diesel |     |     |                 | [ 11 ]    |
| Wien, Donaupark, Donauparkbahn          | Donauturm-UNO-City                | 381            |             | 2,6      | Diesel        |     |     |                 | [ 12 ]    |

### Gartenbahnen
| Name der Bahn                       | Strecke | Spur- weite mm | G l e i s e | Länge km | Antrieb durch | von       | bis  | Be- trieb durch                                    | Bemerkung |
| ----------------------------------- | ------- | -------------- | ----------- | -------- | ------------- | --------- | ---- | -------------------------------------------------- | --- |
| Burgenland                          |         |                |             |          |               |           |      |                                                    | |
| Mörbisch am See                     |         | 127            | 1           | 0,125    | Akku          | 2012      |      | Privat                                             | |
| Niederösterreich                    |         |                |             |          |               |           |      |                                                    | |
| Baden bei Wien                      |         | 127 184        |             |          |               |           |      |                                                    | |
| Bad Vöslau                          |         | 127            |             |          |               |           |      |                                                    | |
| Strasshof, Eisenbahnmuseum          |         | 127 184        |             |          |               | 1995      |      | Eisenbahnmuseum Strasshof                          | |
| Klosterneuburg, Aupark              |         |                |             |          |               | 2006      |      | Klosterneuburger Auparkbahn                        | |
| Oberösterreich                      |         |                |             |          |               |           |      |                                                    | |
| Goldwörth-Hagenau                   |         | 127 184        |             | 0,42     | Dampf         | 1988      |      | Dampfbahnerclub Linz                               | , Hochwasser Juni 2013 bis 2,7 m hoch                                                                                              |
| Kloster Pulgarn bei Steyregg        |         | 127            |             |          | Dampf, Diesel | 1997 2019 | 2015 | Technischer Modellbau und Gartenbahn Verein (TMGV) | nach 3 Jahren Pause erst wieder ab 13.8.2019                                                                                       |
| Steiermark                          |         |                |             |          |               |           |      |                                                    | |
| Graz, Wagner-Jauregg-Platz          |         | 127 184        |             |          |               | 2004      |      | Gartenbahn des Dampfbahnclubs Graz                 | Waggons zum rittlings aufsitzen, ein Waggon für Rollstuhl                                                                          |
| Knittelfeld, Eisenbahnmuseum        |         | 127            |             |          |               |           |      |                                                    | |
| Tirol                               |         |                |             |          |               |           |      |                                                    | |
| Barwies, Barwies 345b               |         | 127 184        |             | 0,63     | Dampf, E-Lok  | 2002      |      | Mini Dampf Tirol                                   | Höchstgelegene Garteneisenbahn Europas, über 864 m Höhe, 2 Tunnels (2004 gebaut) 12,6 bzw. 12,25 m lang, 2 Brücken über einen Bach |
| Ebbs, Parkbahn Blumenwelt Hödnerhof |         | 127 184        |             |          |               |           |      | Chiemgauer Dampf-& Kleinbahnfreunde                | |

Siehe auch: Die Gartenbahn Datenbank der Interessengemeinschaft für Gartenbahn mit Personenbeförderung Wien (GMP)

### Standseilbahnen
| Name der Bahn                               | Strecke                                    | Spur- weite mm | G l e i s e | Länge km                | Antrieb durch | von  | bis | Be- trieb durch                      | Bemerkung |
| ------------------------------------------- | ------------------------------------------ | -------------- | ----------- | ----------------------- | ------------- | ---- | --- | ------------------------------------ | --- |
| Kärnten                                     |                                            |                |             |                         |               |      |     |                                      | |
| Großglockner-Gletscherbahn                  | Pasterze-Franz Josefs Höhe                 | 1000           | 1           | 0,212                   | Strom         |      |     |                                      | |
| Kolbnitz, Kreuzeckbahn                      | Tratten-Kreuzeck                           | 1000           | 1           | 1,280                   | Strom         |      |     |                                      | |
| Kolbnitz, Reißeckbahn                       | Zandlach-Schoberboden                      | 1000           | 1           | 3,575                   | Strom         |      |     |                                      | |
| Oberösterreich                              |                                            |                |             |                         |               |      |     |                                      | |
| Wurzeralmbahn                               | Spital am Pyhrn – Wurzeralm                | 1435           | 1           | 2,937                   | Strom         | 1978 |     |                                      | |
| Salzburg                                    |                                            |                |             |                         |               |      |     |                                      | |
| Bad Hofgastein, Schlossalmbahn              |                                            | 1200           | 1           | 1,251                   |               |      |     |                                      | 2018 nach Bau der neuen Einseilumlaufbahn abgebaut                                                            |
| Kaprun, Lärchwandschrägaufzug               |                                            | 8200           | 1           | 0,820                   |               |      |     |                                      | |
| Kaprun, Gletscherbahn Kaprun 2              |                                            | 946            |             | 3,900                   |               |      |     |                                      | nach Unglück im Jahr 2000 nicht mehr in Betrieb und seit 2014 abgebaut                                        |
| Salzburg, Festungsbahn Salzburg             |                                            | 1000           |             | 0,199                   | Strom         |      |     |                                      | |
| Salzburg, Reißzug                           |                                            | 1435           |             | 0,190                   | Strom         |      |     |                                      | bis 1951 schmalspurig                                                                                         |
| Steiermark                                  |                                            |                |             |                         |               |      |     |                                      | |
| Graz, Schlossbergbahn                       | Kaiser-Franz-Josef-Kai – Schlossberg       | 1000           | 1A          | 0.212                   | Strom         |      |     | GVB                                  | 1A = 1 Gleis mit Ausweiche in Streckenmitte                                                                   |
| Tirol                                       |                                            |                |             |                         |               |      |     |                                      | |
| Hartkaiserbahn                              | Ellmau – Hartkaiser                        | 1435           | 1           | 2,316                   | Strom         | 1972 |     |                                      | |
| Olympiabahn                                 | Axamer Lizum – Hoadl                       | 1427           | 1           | 2,105                   | Strom         | 1975 |     |                                      | |
| Hungerburgbahn                              | Innsbruck – Hungerburg                     | 1000           | 1           | 0,839 (alt) 1,838 (neu) | Strom         | 1905 |     | Stadt Innsbruck, STRABAG, Leitner AG | von 1906 bis 2005 vom Riesenrundgemälde bis zur Hungerburg, ab 2007 vom Kongress Innsbruck bis zur Hungerburg |
| Innsbruck, Bergiselschanze (zum Sprungturm) |                                            |                | 1           |                         |               |      |     |                                      | |
| Kufstein, Festungsbahn                      |                                            |                | 1           |                         |               |      |     |                                      | |
| Standseilbahn Rosshütte                     | Seefeld in Tirol – Rosshütte               | 1200           | 1           | 2,469                   | Strom         | 1969 |     |                                      | |
| Pitztaler Gletscherbahn                     | St. Leonhard im Pitztal – Mittelbergferner | 1000           | 1           | 3,786                   | Strom         | 1983 |     |                                      | Tunnelbahn |
| Dorfbahn Serfaus                            | Parkplatz – Seilbahn                       |                | 1           | 1,280                   | Strom         | 1985 |     |                                      | unterirdische Luftkissenseilbahn                                                                              |
| Vorarlberg                                  |                                            |                |             |                         |               |      |     |                                      | |
| Partenen                                    | Partenen – Trominier                       | 1000           | 1           | 1,453                   |               |      |     |                                      | stillgelegt                                                                                                   |

## Museumsbahnen
| Name der Bahn                      | Strecke                                       | Spur- weite mm | G l e i s e | Länge km | Antrieb durch           | von        | bis | Be- trieb durch                         | Bemerkung               |
| ---------------------------------- | --------------------------------------------- | -------------- | ----------- | -------- | ----------------------- | ---------- | --- | --------------------------------------- | ----------------------- |
| Burgenland                         |                                               |                |             |          |                         |            |     |                                         |                         |
| Märchenbahn                        | Großpetersdorf – Rechnitz                     | 1435           | 1           | 14,8     | Dampf                   |            |     |                                         |                         |
| Kärnten                            |                                               |                |             |          |                         |            |     |                                         |                         |
| Ferlacher Bahn                     | Weizelsdorf – Ferlach                         | 1435           | 1           | 5,7      | Dampf                   |            |     | Nostalgiebahnen in Kärnten (NBiK)       |                         |
| Gurktalbahn                        | Treibach-Althofen – Pöckstein-Zwischenwässern | 760            | 1           | 3,3      | Dampf                   |            |     | Kärntner Museumsbahnen (KMB)            |                         |
| Lavanttalbahn                      | St. Paul – Lavamünd                           | 1435           | 1           | 12,6     | Diesel                  |            |     | Nostalgiebahnen in Kärnten (NBiK)       | Betrieb eingestellt     |
| Lendcanaltramway                   | Klagenfurt, Wörthersee                        | 1000           | 1           | 1,0      |                         |            |     | Nostalgiebahnen in Kärnten (NBiK)       |                         |
| Niederösterreich                   |                                               |                |             |          |                         |            |     |                                         |                         |
| Waldviertler Schmalspurbahnen      | Gmünd NÖ – Groß Gerungs                       | 760            | 1           | 43,1     | Diesel / Dampf          |            |     | ÖBB-Erlebnisbahn                        |                         |
| Waldviertler Schmalspurbahnen      | Gmünd NÖ – Alt Nagelberg – Litschau           | 760            | 1           | 25,3     | Diesel / Dampf          |            |     | ÖBB-Erlebnisbahn                        |                         |
| Waldviertler Schmalspurbahnen      | Alt-Nagelberg – Heidenreichstein              | 760            | 1           | 13,2     | Diesel / Dampf          |            |     | Waldviertler Schmalspurbahnverein (WSV) |                         |
| Ybbstalbahn-Bergstrecke            | Lunz am See – Kienberg-Gaming                 | 760            | 1           | 17,1     | Dampf                   |            |     | NÖLB                                    |                         |
| Waldbahn Nasswald                  | Naßwald                                       | 600            | 1           | 0,6      | Diesel, Akku            |            |     |                                         | Betrieb eingestellt     |
| Höllentalbahn                      | Payerbach-Reichenau – Hirschwang              | 760            | 1           | 6,1      | 550 V GS                |            |     | ÖGLB                                    |                         |
| Reblaus-Express                    | Retz – Drosendorf                             | 1435           | 1           | 39,8     | Diesel                  |            |     | ÖBB Erlebnisbahn                        |                         |
| Oberösterreich                     |                                               |                |             |          |                         |            |     |                                         |                         |
| Ampflwanger Bahn                   | Timelkam – Ampflwang                          | 1435           | 1           | 10,4     | Diesel / Dampf          |            |     | ÖGEG                                    |                         |
| Schmalspurbahn Ampflwang           | Ampflwang                                     | 760            | 1           |          |                         |            |     |                                         |                         |
| Steyrtalbahn                       | Steyr Lokalbahn – Grünburg                    | 760            | 1           | 16,5     | Dampf                   |            |     | ÖGEG                                    |                         |
| Florianerbahn                      | Linz Pichling – St. Florian                   | 900            | 1           | 6,1      | 600 V GS                |            |     | Club Florianerbahn (CFB)                | Betrieb eingestellt     |
| Salzburg                           |                                               |                |             |          |                         |            |     |                                         |                         |
| Museumsfeldbahn Großgmainbahn      | Großgmain                                     | 600            | 1           | 1,7      | Dampf, Diesel           | 13.06.2010 |     | Salzburg AG                             |                         |
| Besucherbergwerk Imhofstollen      | Böckstein-Nassfeld nach Kolm-Saigurn          | 600            | 1           | 4,9      |                         |            |     | BI                                      | seit 1993 außer Betrieb |
| Taurachbahn                        | Tamsweg – Mauterndorf                         | 760            | 1           | 10,4     | Dampf                   |            |     | Taurachbahn (TB) / Club 760             |                         |
| Gasteiner Heilstollenbahn          | Gasteiner Heilstollen                         | 600            | 1           | 2,4      |                         |            |     | GH                                      | Besucherfahrten         |
| Steiermark                         |                                               |                |             |          |                         |            |     |                                         |                         |
| Erzbergbahn                        | Vordernberg Markt – Eisenerz                  | 1435           | 1           | 19,7     | Diesel                  |            |     | Verein Erzbergbahn                      |                         |
| Feistritztalbahn                   | Weiz – Birkfeld                               | 760            | 1           | 23,9     | Diesel / Dampf          |            |     | FTB / Club U 44                         |                         |
| Museumstramway Mariazell-Erlaufsee | Mariazell – Erlaufsee                         | 1435           | 1           | 2,5      | Dampf, 600 V GS         |            |     |                                         |                         |
| Stainzerbahn                       | Preding-Wieselsdorf – Stainz                  | 760            | 1           | 11,3     | Dampf                   |            |     | Marktgemeinde Stainz                    |                         |
| Tirol                              |                                               |                |             |          |                         |            |     |                                         |                         |
| Wachtl-Express                     | Kiefersfelden (D) – Wachtl                    | 900            | 1           | ~4,8     | 1200 V GS               |            |     | MEGW, siehe auch Bayern                 |                         |
| Schaubergwerk Kupferplatte         | Jochberg                                      | 600            | 1           |          |                         |            |     |                                         | Besucherbergwerkbahn    |
| Vorarlberg                         |                                               |                |             |          |                         |            |     |                                         |                         |
| Bahn des Museums Rheinschauen      | Bodensee – Lustenau - Steinbruch Kadelberg    | 750            | 1           |          | Dampf, Diesel, 750 V GS |            |     |                                         |                         |
| Bregenzerwaldbahn                  | Schwarzenberg – Bezau                         | 760            | 1           | 5,0      | Diesel / Dampf          |            |     | Verein Bregenzerwald-Museumsbahn        |                         |

## Verworfene Projekte, unvollendete Bahnstrecken (Auswahl)
- Felbertauernbahn
- Reschenbahn
- Sellraintalbahn
- Salzatalbahn[20]
- Bahnstrecke Jedlesee – Theben (Quelle (Jahreszahl 1870): Geschichte des Marchfelds#1800–1900)
- Bahnstrecke Groß Gerungs – Rappottenstein – Ottenschlag – Krems, später Lückenschluss Martinsberg – Donau
- Bahnstrecke Krems–Gföhl
- Bahnstrecke Steinbach-Bad Großpertholz oder Langschlag – Freistadt
- Bahnstrecke Raabs – Znaim
- Bahnstrecke Spittal–Gmünd (Liesertalbahn)
- Lückenschluss Aigen im Mühlkreis – Tschechien
- Lückenschluss Litschau – Nová Bystřice
- Lückenschluss Rohrbach – Wegscheid
- Lückenschluss Kernhof – Neuberg an der Mürz, mit eventueller Stichstrecke nach Mariazell
- Lückenschluss Gußwerk bei Mariazell – Au-Seewiesen
- Lückenschluss Gresten – Ybbsitz

## Bahnstrecken in Bau
Neubau
- Koralmbahn (Neubaustrecke Weststeiermark – St. Paul im Lavanttal)
- Semmering-Basistunnel (Gloggnitz – Mürzzuschlag)
- Brennerbasistunnel (Innsbruck Hbf – Franzensfeste)

Ausbauten
- Zubau 2. Gleis, Ausbau und Elektrifizierung Marchegger Ostbahn

## Neue Bahnstrecken in Planung
- Neue Innkreisbahn (Neubaustrecke Wels – Staatsgrenze – München)